# Justine Le Pottier
Justine Le Pottier, née à Saint-Malo le 5 mars 1983, est une actrice et scénariste française. Elle s'est fait connaître grâce à son rôle dans la série Le Visiteur du futur de François Descraques.
Depuis 2013, elle scénarise et joue dans plusieurs sketchs du collectif Golden Moustache dont elle est membre.

## Biographie
Justine Le Pottier grandit à Saint-Malo. Elle s'inscrit au Cours Florent et fait ses débuts dans le spectacle et le théâtre (Le dénouement imprévu),. Après avoir participé à quelques courts-métrages, elle devient ensuite actrice dans la web-série de François Descraques Le Visiteur du futur. De 2009 à 2013, elle y incarne Judith, personnage assez violent, cynique mais avec un bon fond. La série devient rapidement un succès.
En 2010, elle interprète dans Catch moi le rôle de Faustine, petite amie colérique et un peu trop envahissante. La série réalisée par Mehdi Ouahab est produite par La Parisienne d'Images et diffusée sur Canal+.
Durant l'année, elle participe également à quelques vidéos telles que le Golden Show ou d'autres web-séries.
En 2012, elle joue un rôle dans la saison 3 d'Hero Corp réalisé par Simon Astier et la série TV, produite par CALT, est diffusée en automne 2013 sur France 4.
Fin 2012, Justine Le Pottier joue dans le premier sketch du Golden Moustache The day the Earth stopped masturbating de Raphaël Descraques. Depuis, elle a complètement intégré le collectif et, en 2014, elle est également devenue scénariste du groupe.
Notons également, qu'en 2014, elle apparaît en couverture du magazine féminin Causette.
En 2015, elle a joué le rôle de Pauline, la petite amie, dans le court métrage scénarisé par le youtubeur Cyprien Iov et réalisé par Théodore Bonnet : Le Hater. En 2016, elle joue à nouveau dans un court-métrage de Cyprien, nommé La Cartouche.
En 2017, elle interprète Francine dans la série télévisée Reboot, créée et réalisée par Davy Mourier et co-scénarisée avec Lewis Trondheim.
Depuis 2016, elle apparaît également dans la série Scènes de ménages sur M6 dans le rôle de Laura, une étudiante en médecine hébergée chez Raymond et Huguette. En 2018, elle est présente dans le casting d'une des deux premières web-séries de la plateforme YouTube Premium, Les Emmerdeurs,. En 2020, elle présente le court-métrage Je suis ton père au festival international du film de comédie de l'Alpe d'Huez 2020,.
En 2021, elle présente "La Grosse Roue", une émission présente sur la chaîne YouTube de Konbini et de la Française des Jeux, qui est le tirage du jeu à gratter du même nom.

## Filmographie

### Réalisation
- 2020 : Je suis ton père

### Actrice

#### Longs métrages
- 2005 : De battre mon cœur s'est arrêté de Jacques Audiard[3]
- 2015 : Les Dissociés de Suricate
- 2018 : Nicky Larson et le Parfum de Cupidon de Philippe Lacheau[3]
- 2023 : Nous, les Leroy de Florent Bernard

#### Courts métrages
- 2005 : Pas un mot à mon père
- 2011 : L'Holocube de François Descraques
- 2015 : Le Hater de Théodore Bonnet : Pauline
- 2016 : La Cartouche : Caty
- 2021 : Promo 2000 : Karine

#### Séries télévisées
- 2010 : Catch moi de Mehdi Ouahab
- 2012 : CréAtioN de Nicolas Galgani : Jennifer
- 2013 : Hero Corp de Simon Astier
- 2015 : Reboot : Francine
- depuis 2016 : Scènes de ménages de Francis Duquet : Laura
- 2017 : Le Tueur du lac de Jérôme Cornuau : Marina
- 2019 : Peur sur le lac de Jérôme Cornuau : Marina
- 2022 : Candice Renoir, saison 9 épisodes 7 et 8 : Vanessa

### Web-séries
- 2009-2013 : Le Visiteur du futur de François Descraques
- 2011 : J'ai jamais su dire non (caméo dans l'épisode 14) de Slimane-Baptiste Berhoun
- 2011-2012 : Karaté Boy de Monsieur Poulpe et Davy Mourier (initialement diffusé sur internet et sur la chaîne Nolife)
- 2011 : Le Golden Show de François Descraques
- depuis 2012 : Sketchs au Golden Moustache (actrice et scénariste)
- 2018 : Atomic Panda VS Killer Coccinelles
- 2018 : Les Emmerdeurs de Adrien Labastire et Julie Coudry

### Publicités
- 2010 : Idents France Ô
- 2011 : Gémo
- 2015 : Sam

### Clips
- 2009 : Anaïs - Le Premier Amour
- 2013 : Yeah Yeah Yeahs - Heads Will Roll d'Emmanuelle Descraques
- 2013 : Jules & le Vilain Orchestra - Mal Barré
- 2022 : Bénabar - Oui et alors

## Théâtre
- 2005 : Le Dénouement imprévu de Marivaux, mise en scène Étienne Durot, Théâtre du Nord-Ouest
- 2008 : Phèdre et Hippolyte de Jean Racine (musique de Bach), mise en scène de Charles Di Meglio, Tambour Royal
- 2014 : Un grand moment de solitude de Josiane Balasko, mise en scène de l'auteure, tournée
- 2015 : Un grand moment de solitude de Josiane Balasko, mise en scène de l'auteure, Théâtre de la Michodière
- 2021 : Un chalet à Gstaad de et mise en scène Josiane Balasko, Théâtre des Nouveautés

## Récompenses et distinctions
- 2021 : pour Je suis ton père
  - Festival Films courts de Dinan : prix du meilleur scénario